# Unión de Santa Catalina de Siena de las Misioneras de las Escuelas
La Unión de Santa Catalina de Siena de las Misioneras de las Escuelas (en italiano: Unione di Santa Caterina da Siena delle missionarie della scuola) es una congregación religiosa católica femenina, de vida apostólica y de derecho pontificio, fundada por la religiosa italiana Luigia Tincani, en Roma, en 1917. A las religiosas de este instituto se les conoce como misioneras de las escuelas y posponen a sus nombres las siglas M.d.S.

## Historia
La congregación fue fundada por Luigia Tincani el 30 de abril de 1917, para la enseñanza en las escuelas públicas, con la ayuda del dominico Ludovico Fanfani y de un grupo de jóvenes dispuestas a consagrar sus vidas como terciarias dominicas. Las primeras religiosas hicieron su profesión el día señalado en la Basílica de Santa Sabina en Roma. Establecieron, en 1922, la casa madre en Gubbio, en un antiguo convento dominico.
El instituto recibió la aprobación como congregación de enseñanza de derecho diocesano el 4 de agosto de 1924, de parte del obispo Pio Leonardo Navarra, de la diócesis de Gubbio. Fue agregado a la Orden de los Predicadores en 22 de julio de 1924, por el maestro general Ludwig Theissling. Finalmente, recibió la aprobación pontificia de parte del papa Pío XI, mediante decretum laudis del 6 de febrero de 1934.

## Organización
La Unión de Santa Catalina de Siena de las Misioneras de las Escuelas es una congregación religiosa internacional, de derecho pontificio y centralizada, cuyo gobierno es ejercido por una priora general, es miembro de la Familia dominica y su sede central se encuentra en Roma (Italia).
Las misioneras de las escuelas se dedican a la educación e instrucción cristiana de la juventud, en centros educativos públicos, escuelas y universidades, además de un centro de formación para laicos. Ellas fueron las fundadoras de la Libera Università Maria Santissima Assunta. En 2017, el instituto contaba con 157 religiosas y 24 comunidades, presentes en India, Italia, Pakistán y Polonia.